# Elias Khoury
Elias Khoury (arabiska: إلياس خوري), född 12 juli 1948 i Beirut, Libanon, död 15 september 2024 i Beirut, var en libanesisk författare, dramatiker och litterär kritiker som gjorde sig känd som en framträdande intellektuell opinionsbildare i hemlandet. Han publicerade tio romaner, som har översatts till ett flertal främmande språk, samt flera verk av litterär kritik. Han har också skrivit tre pjäser. Mellan 1993 och 2009 var han redaktör för Al-Mulhaq, kulturdelen till den libanesiska dagstidningen Al-Nahar.

## Böcker på svenska
- 2002 - Lilla berget (al-Jabal al-saghir) (översättning Kerstin Eksell, Alhambra, 2002)
- 2005 - Solens port (B⁻ab al-shams) (översättning Kerstin Eksell, Leopard, 2005)
- Som om hon sover (Ka-annahā nāʼimah) (översättning Kerstin Eksell, Leopard, 2008)
- Yalo (Yālū) (översättning Tetz Rooke, Leopard, 2012)